# Lei Suplicy
A Lei Suplicy, como o regime político em 1964, tinha como antagonista o movimento estudantil, buscou substituir as entidades estudantis, através da Lei nº 4.464, de 9 de novembro de 1964.
A nova lei vedava aos órgãos de representação estudantil “qualquer ação, manifestação ou propaganda de caráter político-partidário, bem como incitar, promover ou apoiar ausências coletivas aos trabalhos escolares”. Além disso, a lei procurava limitar e desincentivar a participação das diretorias das entidades, tornando inelegíveis os estudantes repetentes, dependentes ou matriculados em regime parcelado, proibindo o abono de faltas pela participação nos DAs. O governo pela lei estipulava que os reitores de universidade ou diretores de faculdade incorreriam em falta grave se tolerassem o não cumprimento das novas normas da Lei por ação ou por omissão.
Diante da Lei Suplicy, os estudantes se dividiram entre a favor e contra. Prevaleceu a visão contra a Lei, e após a promulgação do Ato Institucional nº 5, o Decreto Aragão, sucessor da Lei Suplicy, fosse aplicado com mais força. Assim, no início de 1970, poucos eram os estabelecimentos de ensino superior onde existiam diretórios acadêmicos sem controle do governo.